# Католицька церква в Іраці
Като́лицька це́рква в Іра́ці — друга християнська конфесія Іраку. Складова всесвітньої Католицької церкви, яку очолює на Землі римський папа. Керується конференцією єпископів. Станом на 2004 рік у країні нараховувалося близько 414 000 католиків (1,54% від усього населення). Існувало 15 діоцезій, які об'єднували 119 церковних парафій.  Кількість  священиків — 179 (з них представники секулярного духовенства — 142, члени чернечих організацій — 37), постійних дияконів — 9, монахів — 71, монахинь — 424.